# Fueros de Aragón

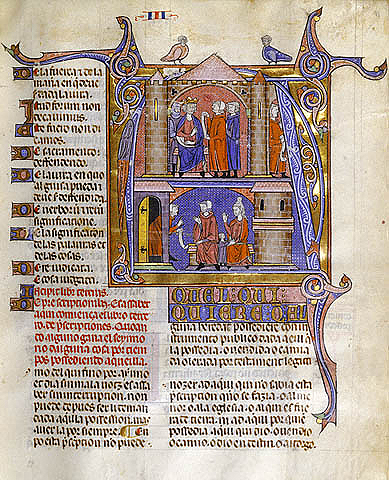
Vidal Mayor (finales del s. XIII). Versión en aragonés de los fueros de Aragón.

Los Fueros de Aragón eran el conjunto de leyes y normas vigentes en el Reino de Aragón. Los Fueros de Aragón, como los de los demás territorios de la Corona de Aragón conferían gran poder a la nobleza frente al rey y fueron la base del modelo pactista de la Corona de Aragón.
Se redactaron en 1247, cuando el rey Jaime I de Aragón convocó Cortes Generales del Reino en Huesca con la intención de continuar la obra legisladora de la Corona y compilar en un solo documento las normas que habían de regir la actividad privada y la administración de justicia. Los nobles y los representantes de las ciudades, villas y comunidades del reino aprueban entonces los Fueros de Aragón. 
Esta compilación se encomendó al obispo de Huesca Vidal de Canellas, quien redactaría una versión más breve y ajustada al derecho tradicional aragonés (Compilatio Minor) y otra más amplia que se aproximaba al derecho romano (Compilatio Maior). Mientras que la Compilatio Minor fue escrita originalmente en latín y después traducida al lengua romance, la Compilatio Maior se redactó directamente en latín y más tarde se llevó a cabo una versión romance que es conocida como Vidal Mayor.
En el Privilegio General de 1283 fue un acuerdo a través del cual el rey Pedro III de Aragón confirma los fueros y su aplicación se extiende a todo el Reino. 

## Historia
Los fueros (privilegios jurídicos para salvaguarda) en su origen eran pactados, esto es, fruto de una aportación común de los Consejos a los que el rey daba su visto bueno.[cita requerida] En un primer momento se compilaron y llegaron a tener hasta doce libros en las revisiones de 1496, 1517 y 1542. En 1552 se realiza una gran refundición, incluyendo las Observancias. La última tarea de compilación se produce en 1667. La labor de codificación se vio superada en muchas ocasiones por las normas que dictaban las propias Cortes de Aragón y que se incorporaban como parte de las normas jurídicas del Reino.
Tras las Alteraciones de Aragón y la ejecución por orden del rey de Juan de Lanuza y Urrea, Justicia de Aragón, por haberse rebelado en su contra, Felipe II convocó en 1592, las Cortes aragonesas para que se reunieran en Tarazona. Estas cortes modificaron los Fueros de Aragón para incrementar el poder y control del rey y sus funcionarios. Además desaparecen los Fueros de Teruel y Albarracín, todavía existentes, para integrarse a partir de 1598 en los Fueros de Aragón por el llamado "asiento de agregación". Para conseguir este cambio legislativo, Felipe II otorgó una compensación económica y más poder al Concejo de Teruel.
Felipe V fue jurado como rey de Aragón en 1701, pero durante la Guerra de Sucesión y después de que el Archiduque Carlos ocupara la mayor parte de Aragón en 1706, las instituciones aragonesas le proclamaron rey. Felipe V reaccionó en 1707 promulgando el primer Decreto de Nueva Planta, que derogó los fueros y las instituciones aragonesas e impuso la ley y estructura administrativa castellana. Más tarde, en 1711, un nuevo decreto restauró la vigencia de los fueros aragoneses para las relaciones entre particulares, su derecho civil, pero confirmó la supresión del derecho público e instituciones particulares de Aragón.

### La prohibición de la tortura y la "manifestación de personas"
En el Reino de Aragón la tortura de personas aforadas fue prohibida en 1325 por la Declaratio Privilegii generalis aprobada por el rey Jaime II en las Cortes de Aragón reunidas en Zaragoza, con la única excepción del delito de falsificación de moneda siempre que fuera cometido por «personas estranyas del reyno de Aragón, o vagabundos del regno, que algunos bienes en el regno no ayan, o en hombre de vil condición de vida o de fama, y no en otros algunos». Como destacó el jurista Miguel de Molino en 1513: «Et ista est una de magnibus libertatibus Aragoniae».
La prohibición fue realmente efectiva gracias al derecho que poseían los aforados aragoneses (ricos hombres, mesnaderos, caballeros, infanzones, ciudadanos y hombres de villas honrados) denominado "Manifestación de personas", anterior al habeas corpus del derecho inglés al que se asemeja, y que perseguía, según el jurista del siglo XVIII Juan Francisco La Ripa, «librar a la persona detenida en sus cárceles [en las de los jueces reales] de la opresión que padeciese con tortura o [de] alguna prisión inmoderada». El derecho consistía en que el Justicia de Aragón podía ordenar a un juez o a cualquier otra autoridad que le entregara —«manifestara»— a un aforado detenido con el fin de que no se cometiera ninguna violencia contra él antes de dictarse la sentencia, y solo tras dictarse esta y haberse cerciorado de que la misma no estaba viciada, el Justicia devolvía al reo para que cumpliera su castigo. El juez u otra autoridad que se negaran a manifestar al preso incurrían en contrafuero. De esta forma se evitaba que el reo fuera torturado. Este derecho no se aplicaba a los siervos de los señores aragoneses, sobre los que sus amos tenían una jurisdicción absoluta.